# Xiaohe (socken i Kina)
Xiaohe (kinesiska: 小河乡, 小河) är en socken i Kina. Den ligger i provinsen Sichuan, i den sydvästra delen av landet, omkring 140 kilometer sydväst om provinshuvudstaden Chengdu.
Genomsnittlig årsnederbörd är 1 256 millimeter. Den regnigaste månaden är juli, med i genomsnitt 275 mm nederbörd, och den torraste är januari, med 10 mm nederbörd.